# Sprechbohrer
Die sprechbohrer sind ein phonetisch-musikalisches Sprachkunstensemble aus Köln. Es bringt vorwiegend Werke aus dem Grenzbereich zwischen Musik, Lautpoesie, Sprechgesang, Phonetik und Sprache zur Aufführung. Die Sprechbohrer haben sowohl für Tonträger als auch für Konzerte und Uraufführungen eigener und fremder Werke große Aufmerksamkeit und etliche Preise erhalten. Alle Mitglieder des Trios arbeiten auch in angrenzenden Bereichen, sei es als Sprecher, Solokünstler, in anderen Formationen, als Instrumentallehrer, Chorleiter, Hochschuldozent, Komponist oder Buchautor.

## Geschichte
Vor ihrer Gründung 2004 kannten sich die Mitglieder des Ensembles bereits jahrelang aus verschiedenen Zusammenhängen, darunter ihre gemeinsame Ausbildung am damaligen Institut für Phonetik an der Kölner Universität bei Georg Heike und der Kölner Musikhochschule. Sigrid Sachse und Georg Sachse sind verheiratet und haben gemeinsame Kinder.
Ihr erstes Programm „Jenseits der Ursonate“ führten die Sprechbohrer in der Kunst-Station in St. Peter im Oktober 2004 mit Unterstützung der SK Stiftung Kultur auf. Nachdem sie im Januar desselben Jahres bereits mit dem Programm „… aus dem täglichen Leben“ im Kölner Loft gastiert hatten, waren sie im Oktober 2007 erneut in dieser wegen ihrer Akustik beliebten Pfarrkirche. Dort erlebten sie 2009 im Rahmen des No Music Day (Tag ohne Musik) höchst gegensätzliche Reaktionen aus dem Publikum. Der Witz ist, dass an dem Tag selber keine Musik stattfindet, also auch kein Konzert. In Sankt Peter schwieg beim Gottesdienst die Orgel und es wurde nicht gesungen. Diese 24 stillen Stunden (Intervall) haben die Sprechbohrer mit einem Konzert Decrescendo am Freitag von 23:00 bis 24:00 Uhr eingeleitet, und mit einem Crescendo am Sonntag von 00:00 bis 01:00 Uhr beendet.
Seit der ersten Kölner Musiknacht wurden die Sprechbohrer regelmäßig jedes Jahr für einen Abend dieser Reihe von über hundert Veranstaltungen eingeladen. Zur 2. Kölner Musiknacht steuerten sie am 22. November 2006 in der Alten Feuerwache unter anderem die Uraufführung der Komposition Zungenwerk für Stimmen, Klavier und Kontrabass von Prof. Georg Heike bei; Georg Sachses und Harald Münz’ vormaliger Institutsleiter komponierte sie frei nach Hans Magnus Enzensberger und widmete sie den Sprechbohrern. Im Jahr 2008 sorgten die Sprechbohrer bei der 4. Musiknacht im Funkhaus am Wallrafplatz des WDR mit ihrem Auftritt „songs restructured“ für Aufsehen. Dabei führten sie neben neuen eigenen Stücken auch Klassiker von Helmut Heißenbüttel und das Werk „Zig-Bang“ des Franzosen Georges Aperghis auf. Bei der 5. Kölner Musiknacht präsentierte das Trio in der dortigen Lutherkirche neueste Sprach- und Sprechkunst aus dem eigenen Schaffen und erinnerte zugleich mit zwei seiner Werke aus Anagrammen, Palindromen, Homophonen und Akronymen an Oskar Pastior. Drei Jahre vor dessen Tod spielten die Sprechbohrer ebenfalls 2009 im Auftrag des Hessischen Rundfunks das berühmte experimentelle Sprachkunstwerk Fa:m' Ahniesgwow des Schriftstellers, Sozial- und Wirtschaftshistorikers Hans G Helms in einer vom Autor autorisierten vollständigen Fassung ein. Sie wurde später auf WERGO veröffentlicht und mehrfach ausgezeichnet.
Am 20. Februar 2010 gastierten die Sprechbohrer erneut in der Alten Feuerwache in Köln, wo sie nicht nur neben anderen Werken Fa:m' Ahniesgwow vollständig aufführten, sondern auch eine Diskussionsrunde zu diesem Stück veranstalteten. Bei der 6. Kölner Musiknacht 2010 zum Thema „Alte Musik“ weckten sie Anmutungen von Minimal Music mit Texten aus den Merseburger Zaubersprüchen. Diese gelten als die einzigen überlieferten vorchristlichen althochdeutschen Quellen; sie entstanden vor 750. Barocke Werke aus der Feder von Gerhard Rühm und wiederum eigene Kompositionen rundeten das vielseitige Programm ab. In der Musiknacht des Folgejahres brachten die Sprechbohrer auch die Ursonate von Kurt Schwitters auf die Bühne. 2012 traten sie im Rahmen der 8. Kölner Musiknacht im Museum für Angewandte Kunst neben anderen Stücken mit gleich drei Uraufführungen auf und später in der Klangwerkstatt Berlin mit einer Gesamtaufführung von Fa:m' Ahniesgwow. Bei der 9. Kölner Musiknacht treten die Sprechbohrer 2013 im Institut Français mit eigenen und fremden Stücken auf und am 19. September 2014 in der Alten Feuerwache in Köln beim Jubiläumskonzert „10 Jahre sprechbohrer“ wiederum mit einigen Uraufführungen und Repertoirestücken.
Im Frühjahr 2014 brachte Deutschlandradio Kultur ein Radio-Feature des Reporters Florian Neuner mit dem Titel: „Musik für Sprecher. Das Kölner SprachKunstTrio sprechbohrer und die Ästhetische Phonetik.“ Die Portraitsendung enthielt neben Interviewausschnitten mit Georg Heike, Sigrid Sachse, Harald Muenz und Georg Sachse viele Musikpassagen aus dem Schaffen der Sprechbohrer.

## Mitglieder
Die Mitglieder der Sprechbohrer sind außergewöhnlich vielseitig.

### Sigrid Sachse
Die Solopianistin Sigrid Sachse unterrichtet Klavier und tritt vorwiegend mit neuerer Musik auf. Zu ihrem Repertoire gehören unter anderem Werke von Frédéric Chopin, Robert Schumann, Antonín Dvořák, Claude Debussy, Maurice Ravel, Sigfrid Karg-Elert, Frank Martin und Francis Poulenc. Zusammen mit dem Flötisten Martin Becker tritt sie seit 1997 als Duo Descartes auf. Gemeinsam mit ihrem Mann tritt sie unter dem Namen Kaiku, finnisch für Echo, multi-instrumental auch mit exotischen Instrumenten bei Vernissagen und Lesungen und mit eigenen Abendprogrammen auf. Zusammen mit dem Kastagnettenkünstler José de Udaeta spielte Sigrid Sachse die CD Magie der Kastagnetten ein und brachte im Jahre 2003 die Uraufführung des „Monolog für Klavier“ von Georg Sachse auf die Bühne der Aula der Universität zu Köln.

### Harald Muenz
Der international bekannte und mit Preisen ausgezeichnete studierte Komponist und Tonmeister Harald Muenz studierte unter anderem Ästhetische Phonetik an der Kölner Universität, was er ebenda 2001–2005 auch unterrichtete. Anschließend war er sechs Jahre lang künstlerischer Leiter am Elektronischen Studio der Musikhochschule Lübeck und unterrichtet zudem seit 2005 Komposition an der School of Arts der Brunel University in London. Er schreibt Kammer-, Orchester- und Vokalmusik, insbesondere Sprechkompositionen. Er hatte Aufträge und Radiosendungen in vielen europäischen Ländern, Südkorea und den USA. Es gibt zahlreiche Publikationen über ihn und von ihm. Seine Partituren erscheinen im Feedback Studio Verlag in Köln.

### Georg Sachse
Der Phonetiker, ästhetische Phonetiker und IPA-Mitglied Dr. Georg Sachse war als Off-Sprecher an mehreren Dutzend CD-Produktionen beteiligt, unter anderem für den WDR, die Kultusministerkonferenz, im Bereich Deutsch für Ausländer für die Verlage Hueber und Langenscheidt sowie Prüf- und Lehrmaterialien der Fernuniversität Hagen. Er arbeitet auch als Komponist, als Gitarrenlehrer und lehrt im Bereich Phonetik und Transkription an der Universität zu Köln. Er wurde 2011 mit dem Lehrpreis der Philosophischen Fakultät geehrt. Er gibt musikalisch-literarische Themenabende und betreut einen Kinderchor, einen Jugendchor und komponierte das Kindermusical Sternenstaub. Er komponiert Musik für Dokumentarfilme, tritt solo als Singer-Songwriter auf, als Interpret für Jazz, Free-Folk und Ambient beziehungsweise Soundscape-Musik. Im Sommer 2015 trat Sachse zusammen mit seiner Familie und Susanne Kelling im Schloss Eulenbroich in Rösrath mit „Mondnacht – Eine musikalisch-poetische Reise zum Mond“ auf.

## Repertoire (Auswahl)
Neben etlichen Kompositionen der Ensemblemitglieder selber gehören folgende wichtige Musikstücke zum Repertoire der Sprechbohrer:
- Fa:m’ Ahniesgwow von Hans G Helms,
- die Ursonate von Kurt Schwitters,

die auch auf Tonträgern verfügbar sind. Dazu kommen etliche weitere Stücke von Schwitters und Helms, sowie von John Cage, Oskar Pastior, Dieter Schnebel, Gerhard Rühm, Mauricio Kagel, Georg Heike und einigen anderen.

## Diskografie (Auswahl)
- Doppel-CD (plus 64 Seiten Booklet) Fa:m' Ahniesgwow, experimentelle Sprach-Komposition von Hans G Helms, Ersteinspielung des Gesamtwerks, Mainz, WERGO, 2011.
- CD Kurt Schwitters: ursonate und andere konsequente dichtung, Mainz, WERGO, 2014.

## Preise und Auszeichnungen
- Bestenliste 3/11 des Preis der deutschen Schallplattenkritik für die erste Gesamteinspielung von Hans G Helms’ experimenteller Sprachkomposition Fa:m' Ahniesgwow für den Hessischen Rundfunk, erschienen bei WERGO.
- Die gleiche Doppel-CD wurde von der britischen Musikzeitschrift The Wire unter die „Top 10 picks“ des Jahres 2011 gewählt.

## Zusammenarbeit mit anderen Künstlern
Alle Mitglieder des Trios treten auch mit andern Künstlern zusammen auf. Neben den schon erwähnten Kooperationen sind an den von Georg Sachse geleiteten Chorkonzerten oft weitere Interpreten beteiligt. Außerdem gibt es eine Zusammenarbeit zwischen den Komponisten Peter Behrendsen, Hans Peter Reutter und Stefan Streich und den Sprechbohrern.